# Serguéi Filimónov
Serguéi Yuriévich Filimónov –en ruso, Сергей Юрьевич Филимонов– (Ushtobe, URSS, 2 de febrero de 1975) es un deportista kazajo de origen ruso que compitió en halterofilia.
Participó en tres Juegos Olímpicos de Verano, obteniendo una medalla de plata en Atenas 2004 (en la categoría de 77 kg), el séptimo lugar en Atlanta 1996 y el cuarto en Sídney 2000. Ganó una medalla de plata en el Campeonato Europeo de Halterofilia de 1996.

## Palmarés internacional
| Representando a Rusia      |                     |                  |           |
| Campeonato Europeo         |                     |                  |           |
| Año                        | Lugar               | Medalla          | Categoría |
| 1996                       | Stavanger (Polonia) | Medalla de plata | 76 kg     |
| Representando a Kazajistán |                     |                  |           |
| Juegos Olímpicos           |                     |                  |           |
| Año                        | Lugar               | Medalla          | Categoría |
| 2004                       | Atenas (Grecia)     | Medalla de plata | 77 kg     |